# Jardim de Piranhas
Jardim de Piranhas, amtlich Município de Jardim de Piranhas (deutsch Garten am Piranhas, gemeint Garten am Rio Piranhas), ist eine Stadt in Brasilien. Sie liegt im Bundesstaat Rio Grande do Norte. Die Stadt wurde 2020 auf 14.942 Einwohner geschätzt, das Gemeindegebiet beträgt 330,5 km².

## Ortsname
Der Ortsname leitet sich von der Fazenda Jardim, die auf dem Territorium der heutigen Stadt lag, und dem Fluss Rio Piranhas ab, an dessen Ufer sie sich befand.

## Geschichte
Auf dem Gebiet der heutigen Gemeinde lebten auf der Fazenda Jardim die Familien Esmeraldo, Cavalcante und Oliveira. Margarida Cardoso Cavalcante spendete aus dem Erbe ihrer Familie im Jahre 1874 den Grund der Pfarrkirche Nossa Senhora de Santana in Caicó. Am 18. Oktober feierte Pfarrer João Maria Cavalcante hier seine erste Messe. Der Tag gilt heute als Gründungsdatum der Stadt. Der Pfarrer errichtete eine kleine Kapelle, die Capela de Nossa Senhora dos Aflitos. Heute steht hier eine Kirche gleichen Namens.
Am 23. Dezember 1948 wurde Jardim de Piranhas als eigenständige Gemeinde von Caicó abgetrennt.